# Ачмарда (гора)
Ачмарда́ — гірська вершина в системі гірського Кавказу (Великий Кавказ) на території Гагрського району Абхазії, Грузія. Розташована за 2 км на північ від села Ачмарда, в межиріччі річок Жеопсе та Синдріпш.